# Claudio Costa

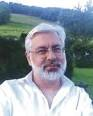
Claudio Costa

Claudio Costa (* 22. Juni 1942 in Tirana; † 2. Juli 1995 in Genua) war ein italienischer Objektkünstler, Maler und Graveur.

## Leben und Werk
Costa wurde als Sohn italienischer Gastarbeiter in Tirana, Albanien geboren. Drei Jahre nach seiner Geburt gingen seine Eltern zurück nach Italien. Claudio Costa wuchs in Chiavari und Cicagna in der Provinz Genua auf. 1961 schrieb er sich für ein Studium der Architektur am Polytechnikum Mailand ein, widmete sich allerdings mehr und mehr der Malerei. Für das Atelier Hayter in der Rue Daguerre in Paris bekam Costa 1964 ein Stipendium als Graveur. Er lernte dort Marcel Duchamp kennen, der eine Gravur seines Werkes „The Pipe Smoker“ anfertigen ließ. Costa experimentierte zu dieser Zeit mit unterschiedlichen Materialien wie Kleister, Graphit, Ton, Fischleim und Säuren, die er auf Leinwand oder Papier auftrug. Dabei stand er der Arte Povera nahe, vertrat jedoch ein abweichendes theoretisches Konzept.
Costa heiratete 1965 Anita Zerio und bekam mit ihr ein Kind. 1969 zog er nach Rapallo. In der Galerie La Bertesca in Genua fand 1969 die erste Einzelausstellung als Maler statt. Ab 1970 entstandenen auch Objekte. Costa beschäftigte sich mit den Themen Anthropologie und Paläontologie, zu denen er auch theoretische Texte verfasste, und realisierte 1970 eine erste Rekonstruktion eines prähistorischen Menschen in Terrakotta. Er reiste 1973 nach Marokko und 1990 nach Malindi in Kenia. 1975 baute Costa ein leerstehendes Bauernhaus in Monteghirfo bei Genua zum Museum of Active Anthropology um. 1977 schloss er den anthropologischen Zyklus mit dem Werk Antropologia risepellita ab, das er 1977 auf der documenta 6 ausstellte. Danach durchlief er eine künstlerische Periode, während der er seine Studien primitiver Kulturen aus alchimistischer Sicht fortsetzte. Sie endete im Jahr 1986, in dem er zum zweiten Mal (nach 1972 und vor 1990) an der Biennale di Venezia teilnahm (Sektion Arte e Alchimia). Auch danach befasste sich Costa weiter mit primitiven Kulturen und setzte dabei neue Materialien wie Metallplatten, geschwärztes Holz, Industrieabfälle, Erde und Wachs ein. Zusammen mit dem Psychiater Antonio Slavich gründete er 1989 das Institute for unaware materials and forms und organisierte kunsttherapeutische Workshops in einer Psychiatrie in Quarto dei Mille.

## Ausstellungen (Auswahl)
- 1986: Arte e Alchimia Biennale di Venezia, Venedig, Kurator Arturo Schwarz
- 1981: Mythos & Ritual Kunsthaus Zürich, mit u. a. Joseph Beuys, Kuratorin Erika Billetter
- 1977: Das Wiedereingraben vergessener und besserer Kulturen documenta 6, Kassel
- 1974: Hautfarben Tabelle,  Spurensicherung: Archäologie und Erinnerung im Kunstverein in Hamburg, Kurator Günter Metken.